# 마켓인싸
《마켓인싸》은 대한민국의 채널A에 방영 중인 예능 리얼리티 프로그램이다.

## 방송 시간
| 방송 채널 | 방송 기간                           | 방송 시간                    | 비고   |
| --------- | ----------------------------------- | ---------------------------- | ------ |
| 채널A     | 2018년 12월 11일 ~ 2018년 12월 25일 | 매주 화요일 저녁             | 시즌 1 |
| 채널A     | 2019년 6월 23일 ~ 2019년 6월 30일   | 매주 일요일 오후 4:50 ~ 6:00 | 시즌 2 |

## 출연자
- 박진희 (시즌 1)
- 한다감[1] (시즌 1 ~ 2)
- 윤소이 (시즌 1 ~ 2)

## 여행 장소(회차)

### 시즌 1
- 1~3회: 경상북도 경주
  - 1회: 보문단지 핑크뮬리, 황리단길, 중앙시장 야시장
  - 2회: 황오동 거리(은정), 팔우정 해장국 거리(은정), 경주역(은정), 안강시장(은정), 성동시장 먹자골목(은정)
  - 3회: 성동시장 먹자골목(은정), 황리단길(소이), 경주야간시티투어(소이), 첨성대(소이), 동궁과 일지(소이), 한옥호텔(소이)

- 3회: 일본 도쿄
  - 아메요꼬 시장(은정), 스가모 시장(은정)

### 시즌 2
- 1회 : 경상북도 경주시 양남면
- 2회 : 타이완

## 제작진
- 책임 프로듀서: 박세진
- 프로듀서: 양승원
- 연출: 어현용, 이인철, 김나영
- 조연출: 전희주, 최수연, 노승민
- 작가: 김지현, 엄채영, 권윤경, 이우미
- 디지털서비스: 정인화, 천다해

## 시청률
TNmS와 닐슨코리아에 따르면 시청률 저조로 0%대를 성적 부진입니다.

## 같이 보기
- 미녀들의 1박 2일 (KBS JOY)
- 바람난 언니들 (JTBC2)